# 2492 Kutuzov
2492 Kutuzov је астероид главног астероидног појаса. Приближан пречник астероида је 23,39 ,
а средња удаљеност астероида од Сунца износи 3,187 астрономских јединица (АЈ).
Инклинација (нагиб) орбите у односу на раван еклиптике је 0,833 степени, а орбитални период износи 2078,973 дана (5,691 година). Ексцентрицитет орбите астероида износи 0,142.
Апсолутна магнитуда астероида износи 11,30 а геометријски албедо 0,097.
Астероид је откривен 14. јула 1977. године.